# Pivaloylchloride
Pivaloylchloride is het acylchloride van pivalinezuur. De stof komt voor als een kleurloze tot gele, transparante ontvlambare vloeistof met een prikkelende geur. water hydrolyseert pivaloylchloride, met de vorming van pivalinezuur en waterstofchloride. Ze is mengbaar met de gebruikelijke aprotische organische oplosmiddelen.

## Synthese
Een van de eerste synthesemethoden werd in 1874 beschreven door de Russische scheikunde Aleksandr Butlerov. De optredende reactie is die van pivalinezuur met fosforpentachloride:
{\displaystyle \mathrm {(H_{3}C)_{3}C{-}COOH\ +\ PCl_{5}\ \longrightarrow \ (H_{3}C)_{3}C{-}COCl\ +\ POCl_{3}\ +\ HCl} }
De kookpunten van pivaloylchloride en fosforylchloride (POCl3) liggen dicht bijeen, waardoor ze moeilijk te scheiden zijn.
Een meer conventionele methode maakt gebruik van thionylchloride:
{\displaystyle \mathrm {(H_{3}C)_{3}C{-}COOH\ +\ SOCl_{2}\ \longrightarrow \ (H_{3}C)_{3}C{-}COCl\ +\ SO_{2}\ +\ HCl} }
Het voordeel is hier dat een gasvormige component (zwaveldioxide) uit het reactiemengsel kan ontwijken, waardoor het evenwicht van de reactie naar rechts wordt gedreven.
Een alternatieve methode is de reactie met fosgeen:
{\displaystyle \mathrm {(H_{3}C)_{3}C{-}COOH\ +\ COCl_{2}\ \longrightarrow \ (H_{3}C)_{3}C{-}COCl\ +\ CO_{2}\ +\ HCl} }
Deze reacties hebben een hogere omzettingsgraad en betere selectiviteit.
Een andere mogelijkheid is de carbonylering van 2-chloor-2-methylpropaan, met een lewiszuur (aluminiumchloride of ijzer(III)chloride) als katalysator:
{\displaystyle \mathrm {(H_{3}C)_{3}C{-}Cl\ +\ CO\ \longrightarrow \ (H_{3}C)_{3}C{-}COCl} }

## Toepassingen
Pivalolychloride is een tussenproduct bij de synthese van een aantal geneesmiddelen en gewasbeschermingsmiddelen (herbiciden en insecticiden). Het wordt onder andere gebruikt bij de synthese van dipivefrine (een prodrug van adrenaline) en de cefalosporines cefazoline en cefalexine.
Het wordt ook gebruikt bij de synthese van organische peroxiden en peresters, bijvoorbeeld tert-butylperpivalaat en tert-amylperpivalaat, die worden gebruikt als initiator bij ketenpolymerisaties.

## Toxicologie en veiligheid
Pivaloylchloride is een corrosieve stof die schade kan aanrichten aan tal van metalen. Contact met de huid of de ogen kan brandwonden veroorzaken. Inademing van het gas of de damp of inslikken van de vloeistof kan de ademhalingswegen of het spijsverteringskanaal beschadigen.
Het is een ontvlambare en brandbare stof. Water mag niet gebruikt worden als blusmiddel, omdat dan giftig waterstofchloride gevormd wordt. Koolstofdioxide is een geschikt blusmiddel.